# El Eternauta: Odio cósmico
El Eternauta: Odio Cósmico es una secuela de El Eternauta en formato comic book, editado por Comic Press en 1999, de la cual se llegaron a publicar apenas 3 números. El título es una referencia a cómo describiera el "Mano" de la primera historia de El Eternauta a los «Ellos»: "Ellos son el odio, el odio cósmico". Fue escrita por Pablo Muñoz y Ricardo Barreiro, con dibujo de Walther Taborda en lápiz y Gabriel Rearte en tinta, color por Sebastián Cardoso y Guillermo Romano.
La historia fue, después de un proceso legal, publicada en formato libro, pero modificada, ya que según Solano López y Javier Doeyo (editor), era una historia con poco atractivo. Esta versión está en blanco y negro y, debido a la muerte de Barreiro, sólo trabajan Pablo Muñoz (guion) y Walther Taborda (dibujos).

## Argumento
La historia comienza con Katz, un psicólogo que comienza a trabajar en el Hospital Borda, un psiquiátrico de Buenos Aires. Uno de los pacientes, aparentemente un autista, atrae su interés. Hace que le corten el pelo y la barba, y descubre en él una gran semejanza con Juan Salvo, el personaje de la historieta. Este admite ser El Eternauta (aparentemente llegó a un universo en el cual su historia es parte de una historieta), y asegura que los "Ellos" están llegando, pero Katz duda de si es cierto o si se trata simplemente de los delirios de un loco. Acude entonces a Francisco Solano López, cuya descripción de la creación del personaje parecería concordar, pero el psicólogo confirma la veracidad de la historia al ver a Juan Salvo apareciendo de pronto en su celda, que hasta antes estaba vacía. 
Katz comienza entonces a intentar reclutar más gente: comienza a mandar cadenas de correos electrónicos revelando lo que ocurre, acude a Fantabaires a plantear la situación, etc. Pero solo logra convencer a un chico de doce años. 
Luego aparece la nave de los Ellos, a la vista de todo el mundo, y aparentemente sin realizar acción alguna al principio. Katz y Juan Salvo se preparan para la nevada, así como el chico, aunque lo toma como un juego. La nevada comienza a caer finalmente, y en todas partes la gente comienza a morir.

## Versión modificada
En esta versión Juan Salvo se presenta a Germán, como en las historias en prosa publicadas en la Revista Eternauta de la Editorial Ramírez en 1963, y le cuenta que en uno de sus tantos viajes temporales, se encontró en un continuum en el que su historia era una famosa historieta con miles de fanáticos en todo el mundo y tema de conferencias, y por presentarse como el eternauta es encerrado inmediatamente en un manicomio. Después de un tiempo logra atraer al psicólogo Carlos Katz y le cuenta sobre la invasión. Katz manda mensajes por correo electrónico, pero solamente logra captar la atención de un chico de 12 años llamado Kike y de un excéntrico guionista de historietas llamado Baxter.
En esta versión aparecen unos extraños alienígenas llamados Ojos de Huevo (que son como una especie de embajadores galácticos), también se destaca el hecho de que solamente la nevada está cayendo en los países subdesarrollados y las grandes potencias están atados de pie y manos, por lo que deben rendirse sin luchar, a menos que quieran la destrucción total y por último, debido a que la invasión ocurre en la década del '90, los sucesos son mucho más violentos y monstruosos de lo que Juan está preparado para enfrentar.
Al estar "instalada" la nevada, las personas que sobrevivieron se empiezan a comportar como asesinos, lo que hace que Juan y Katz tengan que salir con todas las precauciones. Se dirigen a la casa de Kike, según lo acordado, pero Katz es herido de bala en el brazo por un loco que estaba subido a un poste de electricidad. Juan mata rápidamente de dos balazos al homicida, y lleva a Katz en moto hasta la casa de Kike. Al llegar, encuentran al chico debajo de la mesa de la cocina debido a que sus padres murieron por la nevada. Katz consigue hablar con el chico y éste se refugia en el placard para que Juan y Katz puedan entrar sin morir por la nevada. Después de desalojar todos los copos, Katz le da el traje a Kike, pero le quedaba muy grande. Pero antes de que pudiera decir algo, Katz cae desmayado debido a la fiebre que le dejó la herida en el hombro. Juan sale rápidamente a buscar un hospital, pero, al poco tiempo de entrar, es atacado por dos cascarudos. Después de dispararles, descubre que el cuerpo de los cascarudos se regenera y que son mucho más feroces que los que él ya conocía. Escapa por la ventana y enciende una moto, los cascarudos se olvidan de Juan y van por la moto ya que reaccionaban al calor.
Al llegar a la casa, y después de sacarle la bala a Katz, se ponen a comer y Juan les relata, muy abrumado, su encuentro con los cascarudos y diciendo que era posible que los invasores ataquen tan ferozmente debido a que se encontraban en la década del '90. Es en ese preciso momento en que aparece Baxter y, después de que el eternauta sepa de quién se trataba, les empieza a contar su historia: Baxter siempre fue un fanático de armas blancas y de fuego, por lo que desde antes de la invasión ya estaba preparado para enfrentar cualquier adversidad bélica. Como siempre se levantaba tarde, no se dio enteramente cuenta de lo que pasaba en las calles, así que se hizo su propio traje aislante y se puso cuanto revólver y espada encontró. Luego de estar deambulando, se topó con un gurbo, y escapó corriendo (a sus compañeros les dijo que Zemeckis seguro había visto un gurbo y así se inspiró para Forrest Gump). Luego de éste incidente, estuvo buscando la casa de Kike hasta que finalmente la encontró. El cuenta que toda esta payasada de la nevada y la invasión está dispuesta para que los humanos participen en un gran circo romano, donde solo los más aptos sobrevivirán.
Más tarde salen a combatir al invasor y son capturados por los ellos y llevados a una cosmonave. El ello de la cúpula indica a un mano que dejen ir a Juan Salvo parodiando una fuga, motivo que se explicará al final de la historia. Al regresar a la tierra, Baxter y Carlos comentan que todo lo de la invasión es distinto, que los invasores interactúan con la nevada como si nada, y para colmo que todos aparecen juntos en vez de por separado como la invasión original. Juan les exclama que se vayan a otra habitación para destruir el copo radioactivo con dispositivo de vigilancia y seguimiento.
Carlos consigue reclutar a más gente, con su nueva pareja Victoria, y al reunirse todos con Juan, ella le informa que es el nuevo líder de la resistencia. El Eternauta y su ejército asaltan el complejo de los manos, logrando así una victoria decisiva. Pero no fue motivo para celebrar, ya que Juan tiene una visión de lo que pasó con el ello cuando estaban en la cámara de interrogatorios.
Juan relata que el líder alienígena dijo su verdadero origen y el motivo de la carnicería galáctica: ellos eran agujeros negros que estaban cansados de ser eternos, y por eso quieren diversión destruyendo continuums y poniendo a los seres vivos en un circo romano donde todos serán puestos a prueba.
Juan y todos aceptan que nunca podrán ganarle a los ellos, y están condenados a luchar para siempre con el invasor, y les dice a sus amigos que esto quede en secreto para no bajarle los ánimos al ejército que con mucho esfuerzo construyeron. 
Kike invita a Juan a una partida de truco y Baxter le comenta si jamás podrá terminar la historia de un viajero de la eternidad como él. El responde que la lucha siempre seguirá y se lo muestra yendo al obelisco, finalizando así la historia.